# 錢惟善
錢惟善（?—?），字思復，號曲江居士，自稱心白道人。錢塘（今杭州）人。
官至副提舉，元末隱居吳江筒川，工書法，與楊維楨、陆居仁相唱和，死後三人同葬千山東麓，人稱「三高士墓」。著有《江月松風集》十二卷。

## 延伸阅读
[在维基数据编辑]
 《明史卷二百八十五》，出自《明史》